# زیردریایی یو-۳۵۱۹
زیردریایی یو-۳۵۱۹ (به انگلیسی: German submarine U-3519) یک زیردریایی بود که طول آن ۷۶٫۷ متر (۲۵۱ فوت ۸ اینچ) بود. این زیردریایی در سال ۱۹۴۴ ساخته شد.